# Mignamigra
En la mitología del Congo, Mignamigra es el nombre que recibe un árbol mitológico que se supone que existía en dicho territorio.
De este árbol mitológico se decía que en él se encontraba siempre un veneno y el remedio para neutralizarlo, de modo que el que se emponzoñaba con el fruto se curaba con las hojas y el que se emponzoñaba con las hojas, de modo contrario, se curaba con los frutos.